# Великая символическая шотландская ложа
Великая символическая шотландская ложа (ВСШЛ) была создана в 1880 году из двенадцати лож Верховного совета Франции. Эта великая ложа была организована свободно и даже анархично. За тридцать один год своей жизни отметилась посвящением женщин в масонство, что и явилось в конце 19-го века одной из причин создания Великой ложи Франции (ВЛФ). Великая символическая шотландская ложа перестала существовать в 1911 году.

## Первый период
Попытки освободить символические ложи (первые три градуса) от авторитета и консерватизма Верховного совета Франции, пирамидальной структуры, от которой они зависели, уже были в 1848 году, и особенно в 1868 году.

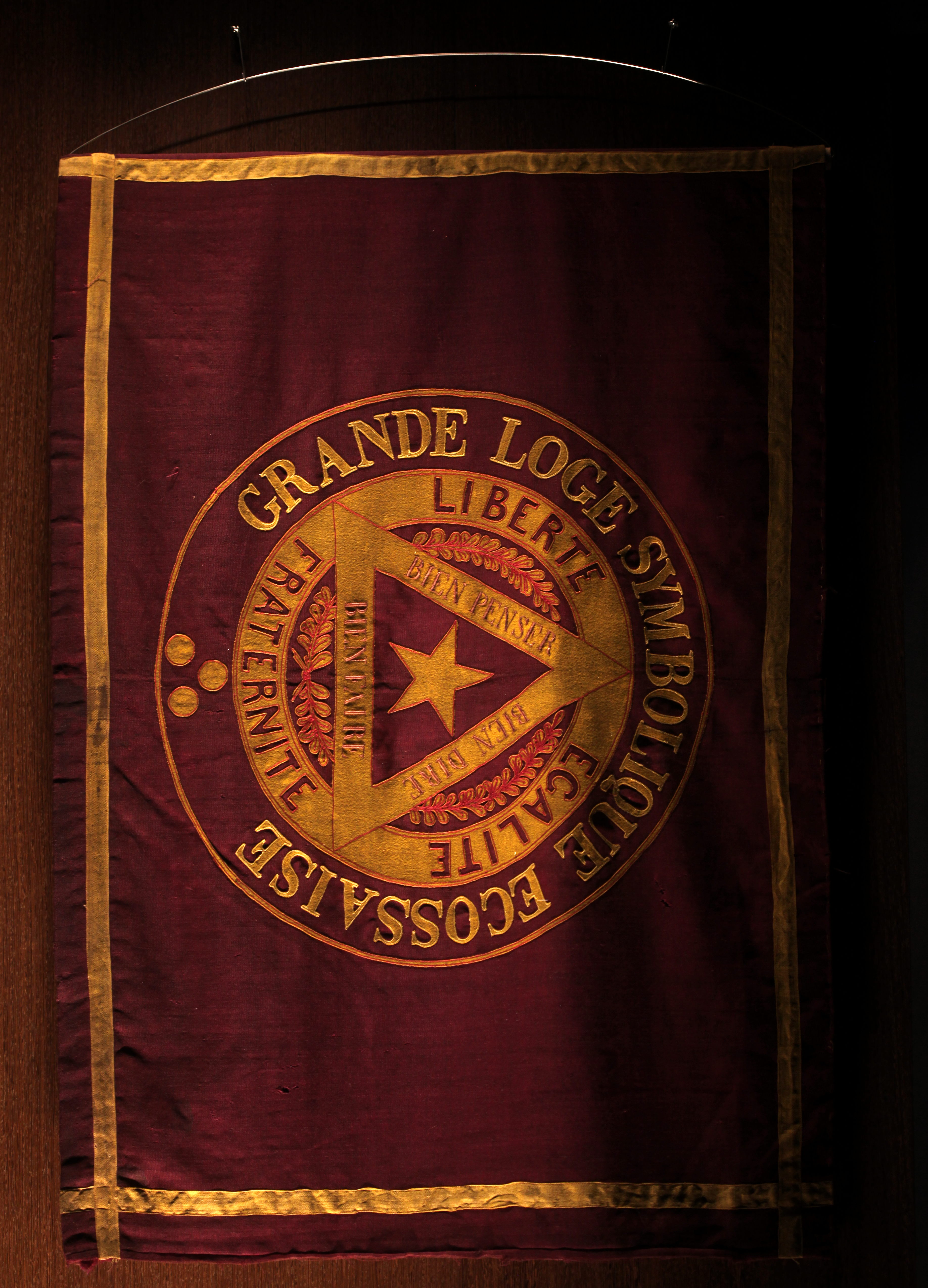
Штандарт ВСШЛ

В 1880 году 12 лож приняли решение порвать с Верховным советом Франции и создать послушание, строго посвящённое символическим ложам первых трёх градусов масонства, согласно их новой конституции. На момент своего создания ВСШЛ насчитывала около 700 масонов, которые создали новые ложи, одновременно привлекая в новое послушание и другие ложи. К 1883 году ВСШЛ достигла максимума в 1450 братьев, и после некоторого застоя начался медленный спад.
Сначала это послушание попытается слиться с Великим востоком Франции (ВВФ), который признает его в 1880 году, на демократических началах и при условии реального разделения между ВВФ и его Великой коллегией ритуалов. Это слияние, эффективно обсуждавшееся между представителями двух послушаний, не состоится, но повлечёт (это является одной из причин) пересмотр устава ВВФ в 1884 году.
Международные отношения ВСШЛ весьма примечательны, особенно с Великим востоком Бельгии, также пересекаемым мощными направлениями мысли; и которая разделяет с ним общие социальные проблемы: государственное образование и секуляризм, свободное мышление и рост «социализма», характер которого в его начале был анархистским, борьба с клерикализмом, положение рабочего класса, основы юнионизма и др.
С 1887 года начались дискуссии о слиянии лож ВСШЛ с символическими ложами Верховного совета Франции (члены ВСШЛ, таким образом, надеялись активизировать свою деятельность в обществе) на основе нового демократического послушания, которое должно быть создано и отделено и иметь независимость от верховного совета, группируя только символические ложи.
Это приведёт к тому, что Верховный совет Франции создаст Великую ложу Франции в 1894 году, для этого слияния. Но слияние не произойдет в 1894 году, поскольку разногласия всё ещё останутся, так как братья ВСШЛ будут не удовлетворены результатами, полученными в ходе переговоров относительно их целей.
Поль Гуман-Корниль (ложа «Свободные мыслители») был первым великим мастером этого послушания (а затем в 1884 и 1890 годах). Он будет полагаться на высказывания Кондорсе, чтобы установить право ложи инициировать женщин:
Если я не признаю его — ВСШЛ — право не допускать к участию в ложе женщин, я также оспариваю его право установить, что во всех ложах должен быть прописан принцип допустимости принятия женщин в своих конкретных правилах.
В ВСШЛ были и другие братья, значимые для эволюции масонства, такие как Освальд Вирт, оккультист, который написал много работ по масонской символике, или Камиль Савуар, обновивший Исправленный шотландский устав во Франции, и Альберт Лантуан, аффилированный 24 мая 1901 года в ложу «Шотландский Иерусалим» № 99.

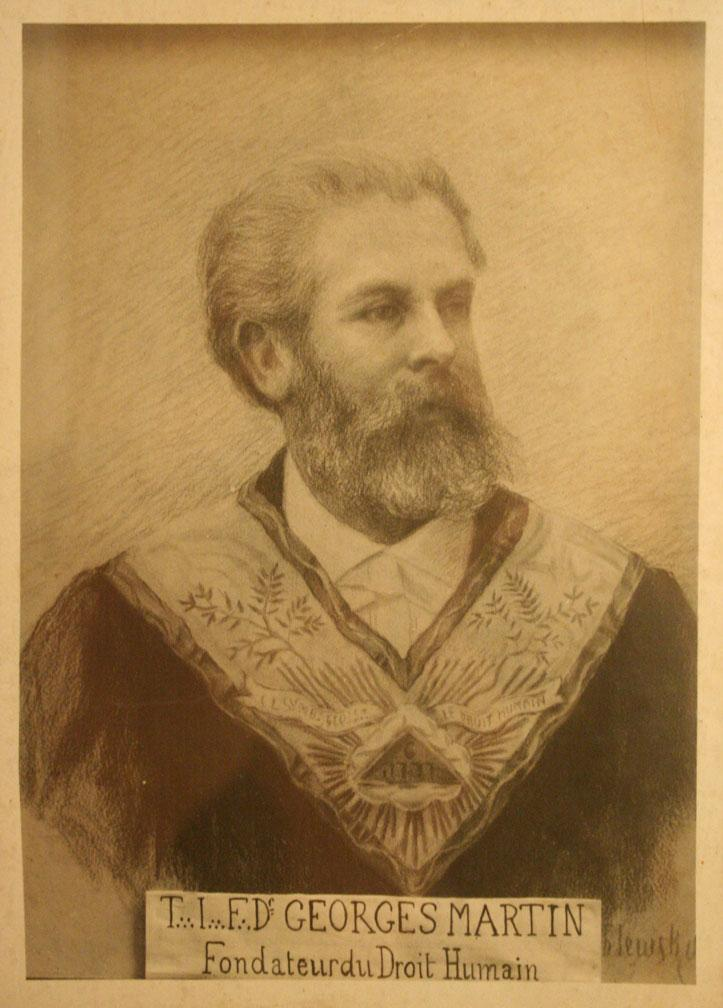
Жорж Мартен

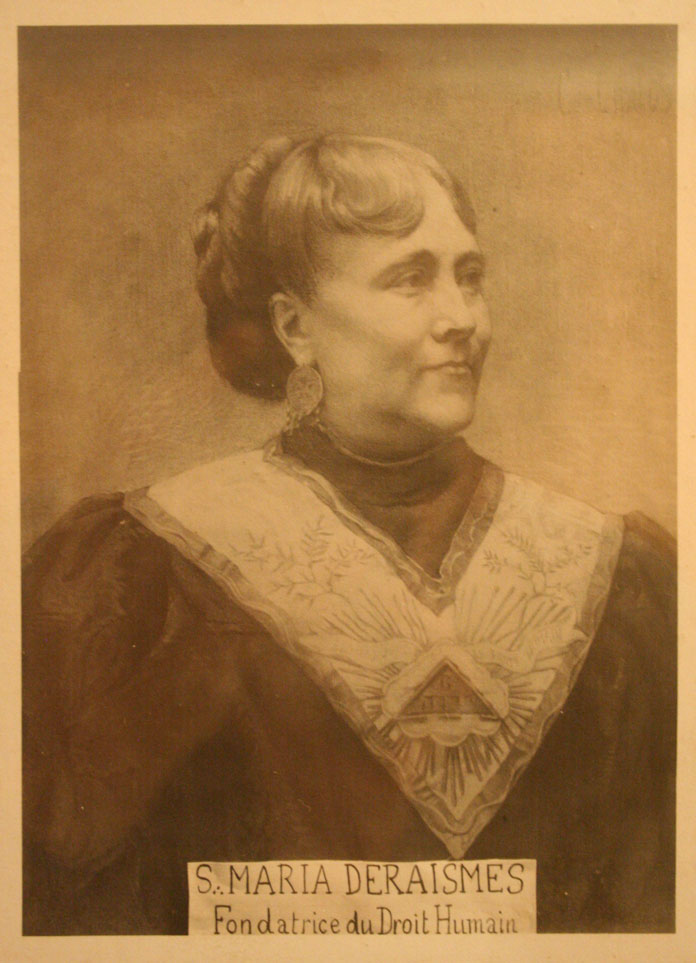
Мария Дерэм

В частности, в 1881 году Жорж Мартен и Поль Гуман-Корниль предложили посвящать женщин в ВСШЛ. Ложа «Свободных мыслителей» временно отделилась от ВСШЛ и инициировала Марию Дерэм, 14 января 1882 года. Однако, первое смешанное послушание было основано только через 12 лет, в начале 1893 года, после отказа ВСШЛ посвящать женщин в 1891 году в ложе «Шотландский Иерусалим», и предложении о создании смешанных лож. Ложа «Право женщин» была создана Жоржем Мартеном в апреле 1893 года вместе с Марией Дерэм. Она стала первой ложей нового масонского послушания — Великая символическая шотландская ложа Право человека. Однако Жорж Мартен остался членом своей ложи «Шотландский Иерусалим», а Мария Дерэм умерла в следующем году.
Первые 12 лож 1880 года (последовательно несут числа от 1 до 12 нового послушания):
1. «L’Olivier écossais» (в ВСФ № 38)[9];
2. «La Jérusalem écossaise» (в ВСФ № 99) (была создана в 1807 году в ВВФ, присоединена к ВСФ в 1845 под № 99);
3. «La Justice» (в ВСФ № 133);
4. «Les Hospitaliers de Saint-Ouen» (в ВСФ № 135);
5. «Les Vrais Amis fidèles» (в ВСФ № 137);
6. «La Ligne droite» (в ВСФ № 146);
7. «Les Héros de l’Humanité» (в ВСФ № 147);
8. «L'Écossaise» (в ВСФ № 166);
9. «Union et Bienfaisance» (в ВСФ № 187);
10. «La Franche Union» (в ВСФ № 189);
11. «La Sincérité» (в ВСФ № 224);
12. «Les Amis de la vérité» (в ВСФ № 89).

У некоторых из этих лож есть длинная история, например, «Шотландия», которая находилась в Александрии, или «Друзья истины» (1844), или «Справедливость» («№ 133», отказавшаяся носить свое старое название «Ученики святого Винсента де Поля») в своей давней борьбе против авторитаризма ВСФ до создания ВСШЛ.

## Промежуточный период

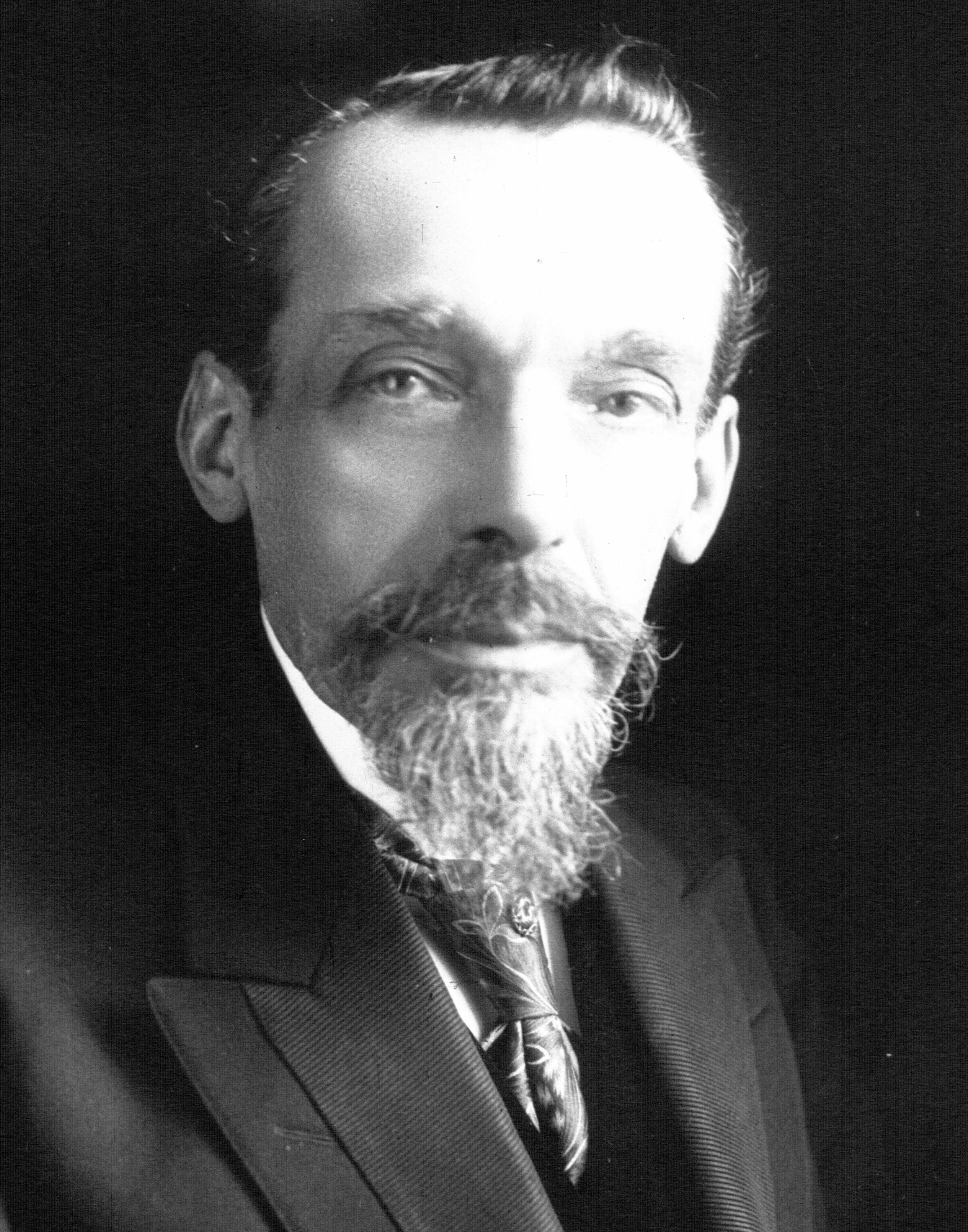
Густав Мезюрёр

Слияние в 1894 году с Великой ложей Франции, созданной в том же году для этой цели, потерпело неудачу и ВСШЛ постепенно начинает распадаться. Часть лож, тем не менее, присоединится к ВЛФ, небольшая часть к ВВФ, некоторые исчезнут, а две воссоздадут второй период ВСШЛ.
Несмотря на неудавшееся слияние, в 1896 году новая Великая ложа Франции приняла принцип интеграции лож ВСШЛ в новое послушание. ВСШЛ насчитывал в это время 27 лож (а ВЛФ 80). Слияние происходило постепенно, в плавающем состоянии и разочаровании по сравнению с ожидаемыми целями. Только небольшая часть лож будет переходить в ВЛФ между 1896 и 1899 годами. 12 лож исчезнут. И 6 присоединятся к ВВФ. Некоторые будут пытаться присоединиться к разным послушаниям и присоединятся в итоге к ВСШЛ, как, например, «Шотландский Иерусалим» в 1898 году, после присоединения в 1896 году к ВЛФ.
В ВЛФ вернутся ложи: «L’Olivier écossais» (в 1896—1897), «Justice» (в 1897), «Héros de l’Humanité» (декабрь 1897), «Le Travail et les Vrais Amis fidèles» (конец 1898), «Persévérants écossais» (1899), «Réforme», «Rive gauche maçonnique» (конец 1896), «Équerre» (конец 1897), «Vérité» (1898), «Progrès et Égalité», «Réveil de la Côte-d’Or».
К ВВФ присоединятся ложи: «Les Amis de la vérité», «La Jérusalem écossaise», «Les Amis des Hommes», «Sincère Amitié», «Fraternité-Progrès», «Les Inséparables de l’arc-en-ciel».

## Второй период
Две ложи старого ВСШЛ вновь войдут в послушание, сохраняя старые статуты. Это ложи «Diderot» и «Les Inséparables de l’arc-en ciel». Две другие ложи быстро организуются в 1898 году: это «Шотландский Иерусалим» и «Социальная философия» (ложа, в которой Луиза Мишель была инициирована в 1904 году). Затем ВСШЛ меняет название на «Великая символическая шотландская ложа, смешанная и установленная». В эту обновлённую великую ложу будет входить максимально 9 лож, 8 из которых будут парижскими. Ложи будут очень нестабильными и в значительной степени анархистскими.
Это введение разнообразия приведёт к тому, что «Шотландский Иерусалим» распадётся на три части: первая часть присоединится к ВВФ, вторая часть с Жоржем Мартеном присоединится к ВЛФ. И последняя часть создаст новую ложу в рамках ВСШЛ — «Новый Иерусалим», значение которой в будущем будет важно для Великой женской ложи Франции. Одной из причин этого разрыва является тот факт, что мужчины, которые были инициированы в Ордене Право человека и которые присоединились к нему, не считались законно инициированными в ВЛФ, когда они пытались присоединиться к этому послушанию. Это приведет к созданию других лож в ВСШЛ: «Raison triomphante», «La Solidarité», «L’Idéal social», la «Stuart Mill» (названная в честь философа Джона Стюарта Милля).
Эти изменение сначала приведёт к тому, что ложа «Дидро» будет временно усыплена во время месячного масонского отстранения Мадлен Пеллетье, а затем ложа «Новый Иерусалим» уйдёт в ВЛФ, в 1907 году. Именно эта ложа создаст первую стабильную адоптивную ложу в ВЛФ. И именно адоптивные ложи создадут Великую женскую ложу Франции.

## Распад
Ложа «Les Inséparables de l’arc-en-ciel» присоединится к ВВФ в 1899 году, «Шотландский Иерусалим», разделившийся на несколько частей, присоединится частично к ВЛФ, и частично к ВВФ, в 1901 году, «Новый Иерусалим» к ВЛФ в 1907 году, а «Солидарность» быстро исчезнет после её создания. Ложи «Триумф разума», «Социальный идеал» и «Стюарт Милль» будут сопротивляться до 1908 года, а затем исчезнут. Ложа «Мудрость» присоединится к Право человека, а «Социальная философия» присоединится к ВЛФ в 1909 году.
В 1909 году будет существовать только ложа «Дидро», которая в конце концов присоединится к ВЛФ в 1911 году, положив конец удивительной истории этой великой ложи, столь важной в современной истории французского и международного масонства.